# Châteauneuf-de-Randon
Châteauneuf-de-Randon är en kommun i departementet Lozère i regionen Occitanien i södra Frankrike. Kommunen ligger i kantonen Châteauneuf-de-Randon som tillhör arrondissementet Mende. År 2022 hade Châteauneuf-de-Randon 518 invånare.

## Befolkningsutveckling
Antalet invånare i kommunen Châteauneuf-de-Randon
| Referens: INSEE |